# MTV Video Music Award a videóklipben nyújtott legjobb színpadi teljesítményért
Az MTV Video Music Award a videóklipben nyújtott legjobb színpadi teljesítményért díjat először az első MTV Video Music Awards-on adták át. Utoljára 1989-ben került átadásra.
| Év   | Győztes                                              | További jelöltek                              |
| ---- | ---------------------------------------------------- | --------------------------------------------- |
| 1984 | Van Halen — Jump                                     | - Pretenders — Middle of the Road             |
| 1985 | Bruce Springsteen — Dancing in the Dark              | - Tina Turner — Better Be Good to Me          |
| 1986 | Bryan Adams és Tina Turner — It's Only Love          | - Pete Townshend — Face the Face              |
| 1987 | Bon Jovi — Livin' on a Prayer                        | - Bruce Springsteen és az E Street Band — War |
| 1988 | Prince (közreműködik Sheena Easton) — U Got the Look | - U2 — Where the Streets Have No Name         |
| 1989 | Living Colour — Cult of Personality                  | - Guns N’ Roses — Paradise City               |